# Associação Hospitalar Vila Nova
A Associação Hospitalar Vila Nova é um hospital privado sem fins lucrativos localizado na cidade brasileira de Porto Alegre, capital do estado do Rio Grande do Sul. Está situado no bairro Vila Nova, na Rua Catarino Andreatta, n° 155.
Foi fundado no ano de 1965, com o objetivo de ampliar a oferta de atendimento médico à população da zona sul da cidade. Tinha então o nome de "Hospital Vila Nova", pelo qual é popularmente conhecido até hoje. Em 2002, mudou sua razão social para "Associação Hospitalar Vila Nova" como estratégia de sustentabilidade. Atualmente, atende 100% pelo Sistema Único de Saúde (SUS).

Em abril de 2021, em razão da Pandemia de COVID-19, o hospital irá inaugurar mais 60 leitos, totalizando 552 leitos de baixa e média complexidade.